# Lucas Lepri
Lucas Alves Lepri (nascido Uberlândia, Minas Gerais, em 19 de setembro de 1984) é um praticante brasileiro de jiu-jitsu brasileiro faixa-preta.
Campeão mundial faixa-preta por 9 vezes em todas as faixas, Lepri conquistou os principais torneios de jiu-jitsu na categoria faixa-preta, incluindo o Campeonato Mundial de Jiu-Jitsu (com e sem quimono), o Campeonato Pan-Americano de Jiu-Jitsu Brasileiro (com e sem quimono), o Campeonato Europeu de Jiu-Jitsu IBJJF e o Campeonato Brasileiro de Jiu-Jitsu. Lepri é integrante do Hall da Fama da IBJJF.

## Carreira
Ele conquistou sua faixa-preta no final de 2006 sob a tutela de Elan Santiago. Após o fechamento da academia de Santiago, Lepri ingressou na academia Top Team, sob a liderança de Fernando Tererê. Com o fechamento dessa academia, Lepri voltou a treinar com Santiago na equipe Alliance Jiu Jitsu. Em 2008, ele se mudou para os Estados Unidos após ser convidado para ser treinador na Alliance New York Academy.
Atualmente, reside em Charlotte, Carolina do Norte.
Em 2017, Lucas Lepri lançou sua academia online, oferecendo técnicas exclusivas e conteúdo para assinantes.

## Linhagem de instrutores
Carlos Gracie > Carlson Gracie > Sergio Bolão > Mauro Chueng > Elan Santiago > Lucas Lepri

## Ver Também
- Alexandre Ribeiro
- Kaynan Duarte
- Gustavo Batista
- Leandro Vieira
- Michael Langhia